# Džedefptah
Džedefptah ali Ptahdžedef (slovensko Vzdržljiv kot Ptah) je bil verjetno faraon iz Četrte egipčanske dinastije s heleniziranim imenom Tamftis, ki je vladal dve do devet let okoli leta 2500 pr. n. št. Njegovo egipčansko ime se je izgubilo. Džedefptah je eden od nejasnih vladarjev Starega kraljestva, ker zanj v primarnih virih ni nobenega dokaza. Njegova zgodovinska osebnost je zato med egiptologi in zgodovinarji še vedno predmet obsežnih razprav. 

## Ozadje
Ko so zgodovinarji v Manetonovi Egiptiaki (Zgodovina Egipta)  odkrili ime faraona Tamftisa, so ga poskušali povezati z njegovimi sodobniki, da bi ustvarili neprekinjeno kronologijo, kar je povzročilo polemike in razprave.
Eduard Meyer je leta 1887 na Tamftisa gledal kot na uzurpatorja, katerega ime ni smelo biti omenjeno v kraljevskih letopisih. Uzurpator ni imel pravice niti do posmrtnega kulta, ker se je na nezakonit način polastil prestola. Peter Janosi je šel še korak dlje in ga ima  zaradi pomanjkanja materialnih dokazov za izmišljeno osebo. Janosi zato méni, da ga je treba izbrisati s seznamov egipčanskih vladarjev.
Winfried Seipel in  Hermann Alexander Schlögl v nasprotju z njim domnevata, da bi Tamftis lahko bil faraonka Kentkaus I. Njuno teorijo podpira dejstvo, da je bila Kentkaus I. v njenem pogrebnem templju upodobljena z nemesom, kraljevsko brado in aureusom na čelu. Teorija je vprašljiva, ker ni bilo njeno ime nikoli zapisano v kraljevski kartuši ali sereku.
Wolfgang Helck poudarja, da bi Kentkaus I. lahko bila Tamftisova  mati, torej bi Tamftis lahko bil sin faraona Šeoseskafa. Za mogočo Tamftisovo ženo je predlagal princeso Bunefer, ki bi lahko bila Šepseskafova hčerka. Bunefer je bila Šepseskafova svečenica.